# Heinrich von Nassau-Ouwerkerk

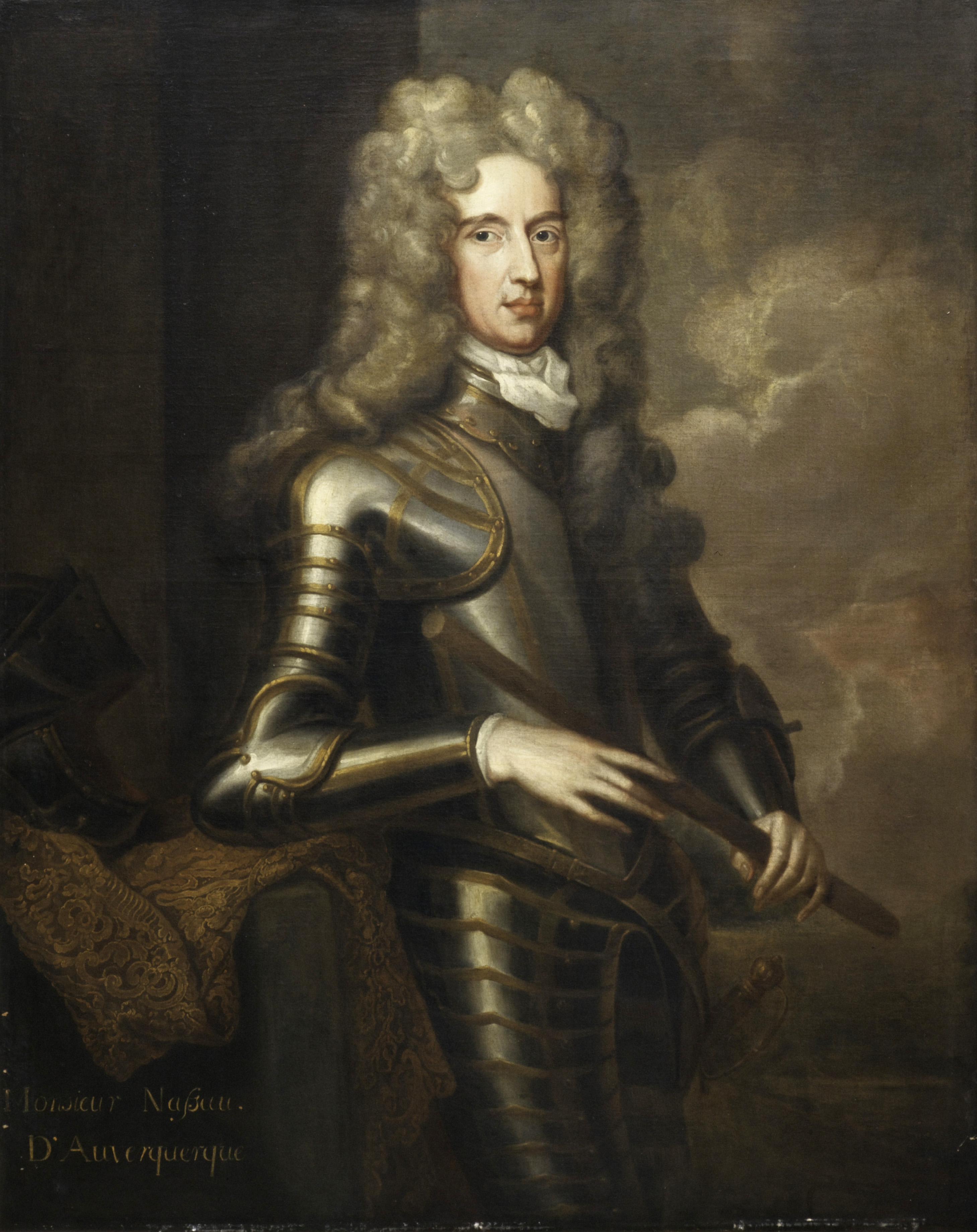
Heinrich von Nassau-Ouwerkerk

Heinrich von Nassau-Ouwerkerk (niederländisch Hendrik van Nassau-Ouwerkerk, englisch Henry de Nassau, Lord Overkirk, * Dezember 1640 in Den Haag; † 18. Oktober 1708 in Roeselare), Herr auf Ouwerkerk und Woudenberg, war ein niederländischer Militär.

## Leben
Heinrich war ein jüngerer Sohn von Ludwig von Nassau-Beverweerd aus dessen Ehe mit Isabella von Horne. Sein Vater war ein außerehelicher Sohn des Prinzen Moritz von Oranien. Der Name weist auf das Schloss Ouwerkerk auf der seeländischen Insel Duiveland.
Er trat sehr jung als Offizier ins niederländische Heer ein und zeichnete sich im Niederländisch-Französischen Krieg (1672–1678) aus. In der Schlacht bei Saint-Denis rettete er am 14. August 1678 dem Prinzen Wilhelm III. von Oranien das Leben. Als dieser 1688 im Rahmen der Glorious Revolution den englischen, schottischen und irischen Thron bestieg, wurde Heinrich dessen Oberstallmeister (Master of the Horse) und 1689 als englischer Untertan naturalisiert und erhielt das Kommando über die englische Kavallerie. 1690 kämpfte er in der Schlacht am Boyne. Seinen Wohnsitz nahm er im Overkirk House in London, das heute als 10 Downing Street bekannt ist.
Unter dem Duke of Marlborough nahm er an den Feldzügen des Pfälzischen Erbfolgekriegs und des Spanischen Erbfolgekriegs teil. In letzterem führte insbesondere auch die niederländischen Truppenkontingente und die Generalstaaten ernannten ihn 1704 zum Generalfeldmarschall. Während er Belagerung von Lille (1708) erkrankte er und starb kurz darauf 1708 im nahen Heerlager bei Roeselare.

## Ehe und Nachkommen
Er war mit Frances van Aerssen-Sommelsdijk (um 1638–1720), Tochter des Cornelius van Aerssen, Herr von Sommelsdijk, verheiratet. Mit ihr hatte er neun Kinder:
- Isabella (1668–1692) ⚭ 1691 Charles Granville, 2. Earl of Bath (1661–1701);
- Ludwig (1669–1687);
- Lucia (1671–1673);
- Heinrich (1672–1754), 1698 1. Earl of Grantham, 1753 Herr von Ouwerkerk, ⚭ 1697 Lady Henrietta Butler, Tochter des Thomas Butler, 6. Earl of Ossory;
- Cornelis (1675–1712), 1708 Herr von Woudenberg, Gouverneur von Aisnes, gefallen bei Denain;
- Wilhelm Moritz (1679–1753), 1708 Herr von Ouwerkerk;
- Franz (1682–1710), gefallen bei Almenar;
- Lucia Anna (1684–1744) ⚭ 1706 Nanfan Coote, 2. Earl of Bellomont;
- Anna Elisabeth.